# Saint-Hilaire-de-Lavit
Saint-Hilaire-de-Lavit település Franciaországban, Lozère megyében. Lakosainak száma 101 fő (2022. január 1.). Saint-Hilaire-de-Lavit Saint-Privat-de-Vallongue, Saint-Michel-de-Dèze, Saint-Germain-de-Calberte és Saint-André-de-Lancize községekkel határos.

## Népesség
A település népessége az elmúlt években az alábbi módon változott:
| Lakosok száma | 97   | 69   | 72   | 95   | 118  | 117  | 113  | 104  | 98   | 101  |
|               | 1968 | 1982 | 1990 | 2006 | 2013 | 2015 | 2017 | 2019 | 2020 | 2022 |